# Place Monique-Antoine
La place Monique Antoine  est une voie publique, située de part et d'autre du 3e arrondissement et du 4e arrondissement de Paris, en France. Au centre du quartier du Marais, cette place fait le lien entre les deux arrondissements.

## Situation et accès
La place Monique Antoine est à l'intersection de la Rue Vieille-du-Temple et de la Rue des Francs-Bourgeois. Elle situe dans le quartier du Marais.
Elle est desservie par les lignes 1 et 11 à la station Hôtel de Ville.

## Origine du nom
Elle rend hommage à Monique Antoine, née le 21 juillet 1933 à Paris et morte le 23 mars 2015 dans la même ville, avocate et militante féministe française. 
Monique Antoine travaillait et militait rue Vieille-du-Temple, dans un immeuble situé à proximité immédiate de la place qui porte désormais son nom.

## Historique
Le Conseil de Paris a voté la dénomination de cette voie en 2017. La place a été inaugurée officiellement en 2018.

La place Monique Antoine et son quartier
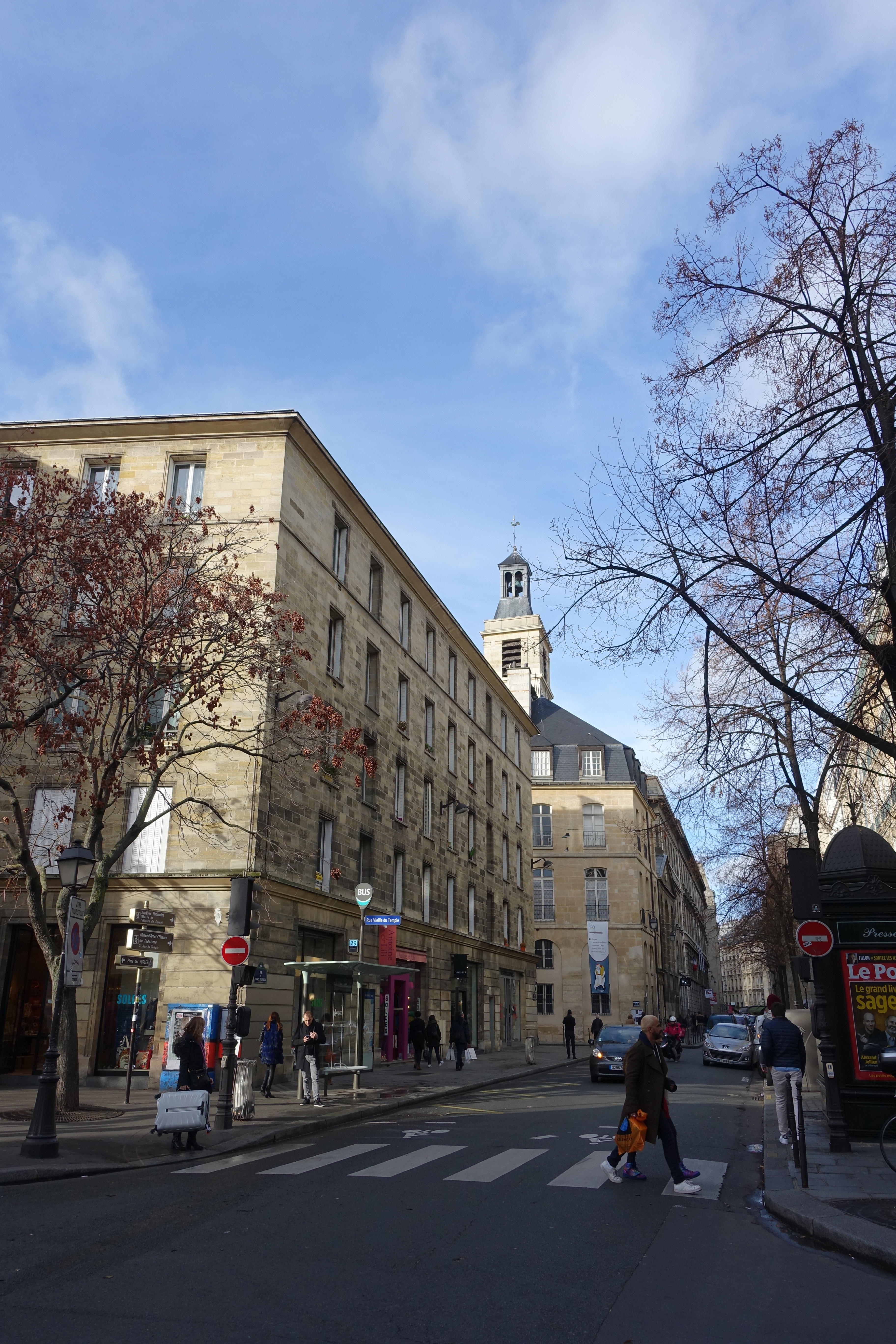
La rue des Francs-Bourgeois, en allant vers la place.
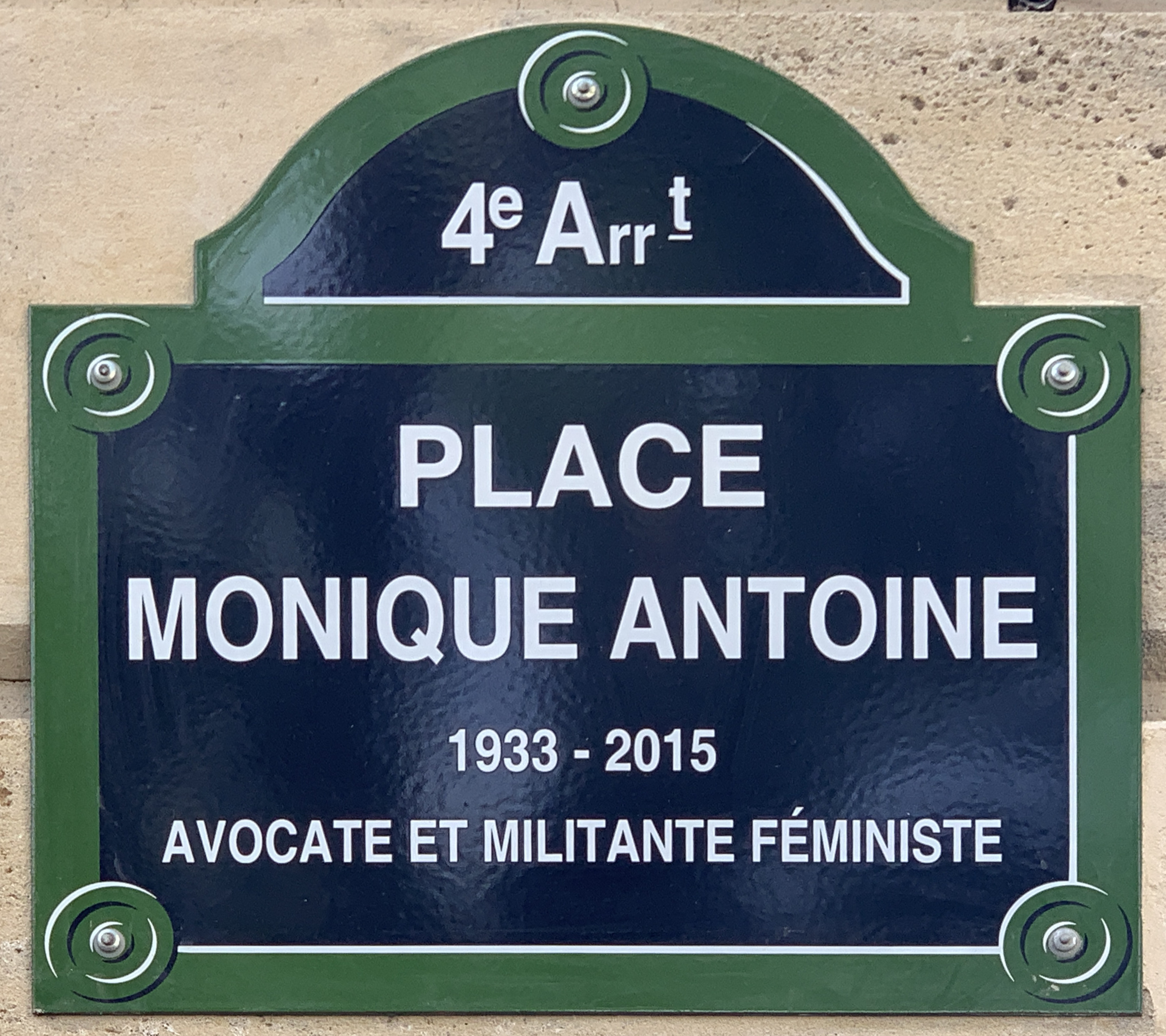
Plaque de la place